# Núcleo Universitario Tovar ULA
El Núcleo Universitario "Dr. Rafael Gallegos Ortiz" por su acrónimo NURAGO, conocido hasta 2022 como "Valle de Mocotíes", es una sub-sede de la Universidad de Los Andes, ubicada en la ciudad de Tovar, estado Mérida, en ella se imparten estudios de pregrado, especializaciones, cursos de extensión y capacitación profesional, con una afluencia hacia los habitantes del Valle del Mocotíes, Pueblos del Sur y Sur del Lago de Maracaibo del estado Mérida, así como la zona norte y montaña alta del estado Táchira. Cuenta con 3 extensiones adscritas a su jurisdicción en las poblaciones de Caño El Tigre, Bailadores y Río Negro.

## Historia

### Universidad
En 1785 el Real Colegio Seminario de San Buenaventura de Mérida fue fundado por el Obispo de Mérida, Fray Juan Ramos de Lora. Su creación se oficializó el 9 de junio del mismo año cuando el Rey Carlos III de España reconoce la fundación hecha por el Monseñor. Firmado en cédula del 18 de junio de 1806 y luego el 6 de octubre de 1807, debido al extravío del documento de la fecha anterior, se concedió al Seminario de San Buenaventura por orden del Rey Carlos IV de España la potestad o facultad de otorgar los grados mayores y menores en: Filosofía, Teología y Cánones.
No fue sino hasta el 21 de septiembre de 1810 que por Decreto expedido por la Junta Gubernativa de Provincia se funda la primera Universidad Republicana de Latinoamérica bajo el nombre de Real Universidad de San Buenaventura de Mérida de los Caballeros, concediendo así al Seminario la gracia de Universidad con todos los privilegios de la Universidad de Caracas y con la facultad para expedir diplomas en todos los grados mayores y menores en "Filosofía, Medicina, Derecho Civil y Canónico y en Teología". Decreto que fue confirmado luego por Simón Bolívar en 1813.
Hasta 1832 fue una institución de carácter eclesiástico, comenzando su secularización por Decreto del Gobierno Nacional presidido en aquel entonces por el General José Antonio Páez para luego convertirse en una institución pública, y adoptar en 1883 el nombre el cual ha mantenido hasta la actualidad, excepto en un período entre 1904 y 1905 en el cual se le designó con el de Universidad Occidental.
Iniciada la década del 2000 con la entrada del Siglo XXI la Universidad decide expandirse a otra zonas geográficas del estado Mérida, poniéndole el ojo a las Zonas Sur del Lago y Valle del Mocotíes, con la intención de explotar, mejorar, tecnificar y profesionalizar los talentos de dichas zonas, siendo la industria, tecnología, economía, el agro y los alimentos en el caso de El Vigía así como las artes, la cultura, la educación y la salud en el caso de Tovar, siendo Las últimas creaciones de esta casa de estudios el Núcleo Universitario "Alberto Adriani" de la ciudad de El Vigía: creada bajo decreto unánime del Consejo Universitario el 22 de enero de 2007 y el Núcleo Universitario "Valle del Mocotíes" en Tovar: creado en abril del mismo año, siendo inaugurada como extensión el 8 de septiembre de 2007 y luego elevada a núcleo el 16 de marzo del 2015, posteriormente fueron decretadas la creación de la extensiones de Zea, Bailadores, Mucuchíes y Pueblo Llano.

### Extensión Universitaria

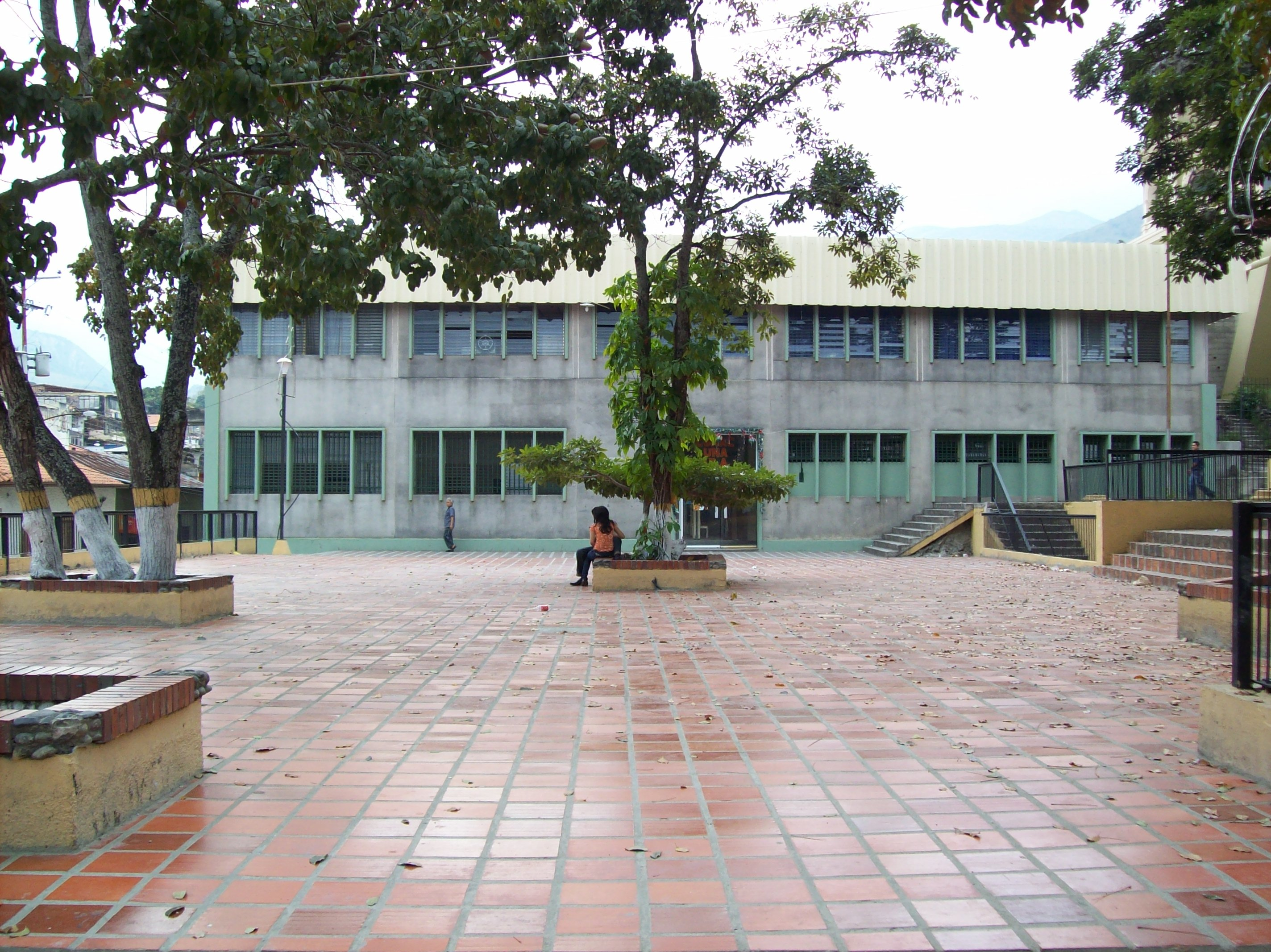
Vista del Centro Cultural "Elbano Mendez Osuna" desde la Plaza Bolívar, sede principal de la Núcleo Universitario "Valle del Mocotíes"

Sus orígenes radican en la década de los 60's cuando un grupo de hacedores culturales solicitaron a la ULA la creación de una extensión cultural para la población de Tovar, sin embargo aprobación como extensión universitaria se realizó el 16 de julio de 2007 bajo resolución N° CU – 1649, siendo su inauguración oficial el 8 de septiembre del mismo año. Por más de 40 años fungió como un enlace cultural con la ciudad de Mérida en virtud del importante semillero cultural que representa la ciudad de Tovar dentro del estado.
En el año 2007 bajo la gestión rectoral del Profesor e Ingeniero Lester Rodríguez se evaluó la posibilidad y factibiliad de iniciar estudios de pregrado en la mencionada sub-región merideña, siguiendo la premisa de llevar la universidad a los diferentes rincones del estado, tal como se hiciese con la apertura del Núcleo Universitario "Alberto Adriani" en la ciudad de El Vigía, luego de una evaluación técnica de demanda de estudios, población estudiantil, espacio geográfico, infraestructura y recursos económicos se decide dar inicio al proyecto que se consumaría el 8 de septiembre de 2007 con la Clase Magistral que daría el primer paso para la recién creada Extensión Universitaria "Valle del Mocotíes".
Como sede principal contarían con el Centro Cultural "Elbano Méndez Osuna", edificación ubicada en el centro de la ciudad de Tovar, con 2 plantas, oficinas, sala de usos múltiples, talleres de cerámica, pintura, escultura, Salón de Danzas, 6 salones de clases, una Galería de Exposiciones y un patio central, el cual estaría bajo la modalidad de comodato cedido por la Gobernación del estado Mérida a la mencionada casa de estudios, en la cual funcionarían en convivencia con otras instituciones académicas y culturales como la Universidad Nacional Abierta, la Fundación de Artes Escénicas "Gian Domenico Puliti" y la Fundación Cultural "Festival del Violín de Los Andes".
Luego de realizarse un censo técnico se llegó a la conclusión que las carreras con mayor demanda fueron: Medicina, Psicología clínica, Comunicación Social, Educación Integral, Psicopedagogía, Enfermería, Artes Visuales, Educación Física, Deporte y Recreación, Medios Audiovisuales, Actuación y Derecho, esto determinó que la fundación Pro-Núcleo Universitario entregase un proyecto para iniciarse en los lapsos de tiempo siguientes las carreras de Artes Visuales, Enfermería y Educación Física, Deporte y Recreación, por ser las que contaban con mayor apoyo de recursos técnicos para la universidad.
En septiembre de 2007 se dio inicio al curso Propedeútico para iniciar la carrera de Licenciatura en Artes Visuales, lo cual se derivó en la asignación de los primeros cohortes de bachilleres para marzo del siguiente año, de igual forma en febrero del 2008 se inició la inscripción para los cursos Propedeúticos para las carreras de Licenciatura en Enfermería y Licenciatura en Educación mención Educación Física, Deporte y Recreación, sin embargo debido a la austera situación económica de la Universidad, solo pudieron iniciar estudios de pregrado los estudiantes que cursarían la carrera de Licenciatura en Educación mención Educación Física, Deporte y Recreación.
En el año 2010 se inició el curso Propedeútico para la carrera de Técnico Superior Universitario en Estadística de la Salud, dando inicio a la carrera luego de culminado el curso; para este año ya la universidad contaría con 3 carreras de pregrado lo cual sería para la institución un logro y la llevaría a pensar en la elevación a Núcleo Universitario.

### Núcleo Universitario
Luego de diferentes gestiones y de diversas discusiones, evaluaciones y análisis en el seno del máximo consejo de la Universidad de Los Andes, el 16 de marzo del 2015 fue cambiado de denominación pasando a ser Núcleo Universitario bajo decreto del Consejo Universitario según Resolución N° CU-0538/15 de la misma fecha, hasta la fecha cuenta con 4 carreras de pregrado en curso: Licenciaturas en Artes Visuales y en Educación mención Educación Física, Deportes y Recreación, así como los Técnico Superior Universitario en Estadística de la Salud y en Forestal, diplomados no conducentes a títulos, programa de formación docente y actividades de extensión, todas impartidas desde su sede en el Edificio del Centro Cultural "Elbano Méndez Osuna", además de la propuestas de iniciar las carreras de Enfermería, Ingeniaría Agroindustrial, Administración de Empresas y Contaduría Pública por lo cual se tienen planes construir una ciudadela universitaria en los terrenos de la antigua Hacienda de Cucuchica en donde se ubicarán sus instalaciones administrativas, académicas y de extensión. 
En 2016 bajo la gestión rectoral del Profesor e Ingeniero Mario Bonucci Rossini se inicia la evaluación para extender la universidad a otros municipios, lo cual lleva a la ULA realizar gestiones con autoridades municipales para conseguir instalaciones adecuadas para impartir clases en poblados lejos de las grandes ciudades del estado lo que concluye en la puesta en marcha de las extensiones de Zea y Rivas Dávila, ambas con el apoyo de los respectivos alcaldes, iniciando las clases de T.S.U. en Forestal y T.S.U. en Gastronomía, respectivamente. Hasta la fecha el Núcleo Universitario "Valle del Mocotíes" tiene adscritas 4 Extensiones ubicadas en las Poblaciones de Río Negro (Municipio Guaraque), Canagua (Municipio Arzobispo Chacón), Caño El Tigre (Municipio Zea) y Bailadores (Municipio Rivas Dávila).
El 26 de septiembre de 2022 tras celebrarse el centenario del nacimiento del Dr. Rafael Angel Gallegos Ortiz, quien otrora fuese el primer director titular de Cultura y Extensión de la Universidad de Los Andes, así como director de Cultura de la Universidad Central de Venezuela, oriundo de la localidad de Tovar una comisión pro-epónimo del mencionado Núcleo Universitario propuso y consiguió enaltecer el nombre del mencionado cultor y escritor tovareño al prestarle su nombre al recinto universitario Ulandino en la mencionada subregión.

## Institución

### Instalaciones

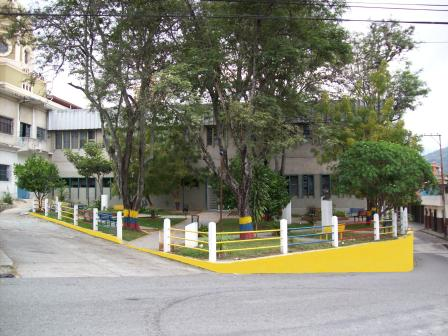
Entrada posterior al Centro Cultural "Elbano Méndez Osuna", sede administrativa del Núcleo Universitario "Valle del Mocotíes"

El Núcleo cuenta con una sede administrativa y académica ubicada en el Centro Cultural "Elbano Méndez Osuna", en la esquina de la calle 7 con carrera 3, frente a la Plaza Bolívar, al lado del Santuario Diocesano de Nuestra Señora de Regla, edificación perteneciente a la Gobernación del estado Mérida, cedida en calidad de comodato por 50 años, dicha infraestructura cuenta con: con 2 plantas, oficinas, sala de usos múltiples, talleres de cerámica, pintura, escultura, Salón de Danzas, 6 salones de clases, una Galería de Exposiciones y un patio central, a la cual la Universidad le hiciera mejoras técnicas para incluir una Biblioteca, un Laboratorio de Informática y oficinas administrativas.
Además de la sede central de Tovar, la ULA cuenta con instalaciones en los municipios Zea, Rivas Dávila y Guaraque, las cuales fueron prestadas por las Alcaldías de dichas localidades para fines académicos y de extensión de la casa de estudios andina, siendo estas:
- Sub-sede Caño El Tigre, ubicada al lado de la Iglesia de Caño El Tigre, Parroquia Homónima en el Municipio Zea.

- Sub-sede Bailadores, ubicada en el sector El Mirador, Parroquia Capital en el Municipio Rivas Dávila.

- Sub-sede Río Negro, ubicada en la casa Parroquial de Río Negro, Parroquia Homónima en el Municipio Guaraque.

De igual manera la administración del Núcleo cerró acuerdos para la utilización de espacios con fines de docencia, deportivos, conferencistas y de protocolo en instalaciones del Radio Teatro Tovar, Salón de Usos Múltiples de la Cooperativa CORANDES, el Salón de usos Múltiples de la casa Parroquial Tovar, Salón de Conferencias del Coliseo El Llano y las instalaciones deportivas de Estadio Olímpico "Salomón Hayek", Estadio de Béisbol "Julio Santana de León", Gimnasio cubierto "Monseñor Pulido Méndez", Estadio Múltiple de La Playa, Piscina Olímpica "Teresita Isaguirre" y Estadio de Softbol "Juan Quiñonez".

### Campus Universitario
Tras la puesta en marcha de las actividades académicas y de extensión de la Universidad de Los Andes en la ciudad de Tovar, la gestión rectoral decide adquirir el terreno de la Antigua Hacienda "Cucuchica" para allí desarrollar el denominado Campus Universitario o Ciudadela Universitaria "Valle del Mocotíes" la cual cuenta con un perímetro de , la cual se encuentra al norte de la ciudad de Tovar, al margen de la carretera Tovar-Santa Cruz, en una abertura del valle del Mocotíes en donde desemboca la quebrada de Cucuchica. En este espacio se destina la creación de un edificio administrativo, salones de clases, laboratorios de investigación y docencia, así como instalaciones deportivas.

### Dependencias y Autoridades
- Vicerrectorado: Dr. Luis Alfonso Rodríguez[11]

- Coordinación de Investigación y Postgrados: Lic. Raquel Márquez

- Coordinación Administrativa: Lic. Eugimar Jayaro

- Departamento de Artes Visuales: Lic. Diego Vivas

- Departamento de Estadísticas de la Salud: T.S.U. Freyda Castillo

- Departamento de Educación Física, Deporte y Recreación: Lic. José Antonio Contreras

- Laboratorio de Informática: Ing. Gerlyn Duarte

## Programas de Educación

### Carreras de Pregrado
- Licenciatura en Artes Visuales

- Licenciatura en Educación mención Educación Física, Deporte y Recreación

- Licenciatura en Enfermería (por iniciar)

- Licenciatura en Contaduría Pública (por iniciar)

- Licenciatura en Administración de Empresas (por iniciar)

- Ingeniería Agroindustrial (por iniciar)

- Derecho a distancia (por iniciar)

- Técnico Superior Universitario en Estadística de la Salud

- Técnico Superior Universitario en Forestal

- Técnico Superior Universitario en Gerencia Gastronómica

### Especializaciones
- Componente Docente

- Curso medio de Salud Pública

- Gastronomía

### Talleres de Extensión
- Curso de radiolocución

- Curso de Manejo de Recursos Humanos

- Curso de Contabilidad

- Curso de Protocolo